# Pozo Hondo
Pozo Hondo è una città dell'Argentina, appartenente alla provincia di Santiago del Estero, situata a 87 km dal capoluogo provinciale.